# Das Schwabemädle
Das Schwabemädle ist ein deutsches Stummfilmmelodram aus dem Jahre 1919 von Georg Jacoby mit Ossi Oswalda in der Titelrolle.

## Handlung
Der schwäbische Uhrmachergeselle Christoph Bühler ist in Lorle, die Tochter seines Chefs, verliebt. Eines Tages wirbt der Fabrikant Ferdinand Hausegger Bühler ab, woraufhin der junge Mann das Schwabemädel zu vergessen scheint. Erst nach vier Jahren macht er ihr einen Heiratsantrag, doch die Ehe steht unter keinem guten Stern. Während Christoph, mit seiner Frau inzwischen längst aus der schwäbischen Provinz fortgezogen, Karriere macht, vernachlässigt er seine Lorle immer mehr und scheint sich bald auch ihrer einfachen Herkunft zu schämen. Ungeliebt und unverstanden fühlend, verlässt Lorle ihn schließlich und kehrt in ihre ihr wohlvertraute Heimat im Schwarzwald zurück. Erst jetzt erkennt Christoph, was er an seiner Ehefrau hat. Er lässt sich versetzen und wird Leiter einer Hausegger-Filiale im Schwarzwald. Nun steht der Versöhnung nichts mehr im Wege.

## Produktionsnotizen
Das Schwabemädle war mit rund 1000 Metern Länge ein recht kurzer Film. Er entstand Ende 1918 im Ufa-Union-Atelier Berlin-Tempelhof und passierte die Filmzensur im Dezember desselben Jahres. Die Uraufführung war am 21. Februar 1919 im Berliner U.T. Friedrichstraße.
Der Film weist eine Besonderheit auf. Er hat 175 Zwischentitel, die allesamt auf schwäbisch gehalten sind.